# Ingra Cinematografica
La Ingra Cinematografica è stata una società italiana che si è occupata di produzione cinematografica e di edizioni musicali relative agli stessi film. Nata nel 1973 da un progetto dell'attore e regista Ciccio Ingrassia, aveva sede legale presso degli uffici in via Domenico Chelini 16, a Roma. Il suo logo era costituito dalle lettere I e C maiuscole, fra loro sovrapposte. È stata chiusa nel 1980.

## Storia
Nel corso della sua breve esistenza, produsse film per i quali Ingrassia intendeva svincolarsi, per quanto riguarda le scelte artistiche, dalle major per le quali già lavorava, anche assieme a Franco Franchi. La produzione in realtà consiste in due soli film. 
Il primo, Paolo il Freddo, del 1974, su soggetto e regia di Ingrassia stesso, che ne curò, assieme a Marino Onorati anche la sceneggiatura, vide come protagonista Franco Franchi. La colonna sonora fu curata da Franco Godi e la distribuzione dalla Euro International Films.
il secondo, L'Esorciccio (1975), era sviluppato per soggetto, regia e sceneggiatura dagli stessi autori, e musicato sempre da Godi. La distribuzione era ancora affidata alla Euro International ma il protagonista era lo stesso Ingrassia. Per entrambi i film vennero scritturati molti attori e caratteristi che usualmente lavoravano con i due attori siciliani; fra gli altri, si ricordano Lino Banfi, Isabella Biagini, Tano Cimarosa, Moira Orfei, Jimmy il Fenomeno, Guido Leontini, Dante Cleri, Luca Sportelli, Salvatore Baccaro, ecc. La produzione era affidata a Rosaria Calì.
In qualità di Edizioni Musicali (denominata Ingra Cinematorafica Edizioni Musicali s.r.l.) produsse anche qualche spartito; oltre alle musiche di Franco Godi, si ricordano Intuizione e Grafico di Virgilio Braconi
Cessate le attività produttive, la Ingra si sciolse poi formalmente alla fine del decennio. Il catalogo è stato ceduto a soggetti terzi.

## Filmografia
- Paolo il freddo (1974)
- L'esorciccio (1975)